# Croce di San Paolo all'Orto
La Croce di San Paolo all'Orto è una croce dipinta e sagomata (295x210 cm) di artista pisano ignoto, databile al 1100-1130 circa e conservata nel Museo nazionale di San Matteo a Pisa. È la più antica opera su tavola nota di scuola pisana.

## Storia e descrizione
Proveniente dalla chiesa di San Paolo all'Orto, mostra un'iconografia del Christus triumphans con corona. Simile alla Croce di Sarzana è forse più antica di essa (che è datata 1138), per la presenza di girali con motivi fitomorfi, un motivo antico (non bizantino quindi), vicino ai dolenti e alle storie della Passione e Resurrezione in riquadri ai lati di dimensioni variabili.
Il cattivo stato di conservazione dell'opera impedisce però una piena lettura dell'immagine e un più preciso raffronto stilistico con le opere coeve. Mancano tra l'altro parti della cimasa, parte del braccio sinistro della croce e parte delle tabelle laterali.